# Adolfsberg, Helsingborg
Adolfsberg är en stadsdel i Helsingborg, som statistiskt även innefattar bostadsområdena Ragnvalla och Västergård. Den 31 december 2020 hade statistikområdet Adolfsberg 4 576 invånare.

## Stadsbild
Adolfsberg avgränsas i norr av Vasatorpsvägen mot Dalhem, i söder av Fältarpsvägen mot Gustavslund, och i öster av Österleden också mot Gustavslund. I väster gränsar stadsdelen mot Sofieberg utan någon tydlig avgränsande genomfartsled.  
Området Ragnvalla, samt en del av Adolfberg öster om Hunnetorpsvägen domineras av en lamellhusbebyggelse, typisk för 60-talets miljonprogramsarkitektur, med flerbostadshus i två till tre våningar. I områdets södra och västra delar är arkitekturen dock mer variationsrik med blandad flerbostads-, radhus- och villabebyggelse från 1970-talet till 1990-talet. Längst ut mot Österleden finns ett mindre halvindustriområde i söder och en idrottsplats i norr. Centrumbebyggelsen är lokaliserad längs med Hunnetorpsvägen, där man kan finna områdets servicefunktioner, fritidsgården Slottet, Adolfsbergskyrkan och en bit längre in från vägen hittas områdets skola, Adolfsbergsskolan, en F–6-skola som togs i bruk 1972.

## Historik
Landskapet som stadsdelen numera ligger i dominerades förr av en våtmark, som sträckte sig från nuvarande Västergård till öster om väg 111, Österleden. Övrig mark användes som betesmark och det fanns endast ett fåtal byggnader i sydost. En mindre väg löpte genom platsen, vilken troligen motsvaras av dagens Norra Hunnetorpsvägen. Före Österledens byggnation på 1980-talet utförde Hunnetorpsvägen (Norra och Södra) uppgiften som genomfartsled i nord-sydlig riktning (från korsningen Vasatorpsvägen/Välavägen till korsningen Ramlösavägen/Gustavslundsvägen där (Norra) Brunnsvägen ledde vidare söderut mot Ramlösa).
Tidigt på 1800-talet tillhörde området Västra Ramlösa by, men senare under århundradet grundades gårdarna Lilla Hundstorp och Ragnvalla längs landsvägen. Lilla Hundstorp bytte senare namn till Adolfsberg, men dess äldre namn lever vidare genom Hunnetorpsvägen. 1897 byggde dåvarande ägaren, Nils Jönsson, en ny huvudbyggnad till gården, som kom att bli en karaktärsrik byggnad med en dekorativ fasad av olikfärgat tegel och ett torn i ena hörnet. Byggnaden, som nu ofta benämns "Slottet", finns fortfarande kvar och ägs numera av Helsingborg stad, som använder fastigheten som fritidsgård.
Gårdarna Ragnvalla och Adolfsberg köptes i början av 1960-talet upp av AB Sulcus, ett dotterbolag till Skånska Cementgjuteriet, nu Skanska, med målet att exploatera området som ett led av miljonprogrammet. Bebyggelsen som uppfördes i området under 60-talet domineras av lamellhus i tre våningar, men man kan även finna tvåvåningshus. Fram till 1990-talet har området successivt byggts ut med bland annat området Västergård, som till största delen består av villor och radhus.

## Befolkningsutveckling
| Befolkningsutvecklingen i Adolfsberg 2000–2020 | Befolkningsutvecklingen i Adolfsberg 2000–2020 | Befolkningsutvecklingen i Adolfsberg 2000–2020 | Befolkningsutvecklingen i Adolfsberg 2000–2020 | Befolkningsutvecklingen i Adolfsberg 2000–2020 |
| ---------------------------------------------- | ---------------------------------------------- | ---------------------------------------------- | ---------------------------------------------- | ---------------------------------------------- |
|                                                |                                                |                                                |                                                |                                                |
| År                                             |                                                |                                                | Folkmängd                                      |                                                |
| 2000                                           | 2000                                           |                                                | 4 405                                          |                                                |
| 2001                                           | 2001                                           |                                                | 4 445                                          |                                                |
| 2002                                           | 2002                                           |                                                | 4 382                                          |                                                |
| 2003                                           | 2003                                           |                                                | 4 349                                          |                                                |
| 2004                                           | 2004                                           |                                                | 4 330                                          |                                                |
| 2005                                           | 2005                                           |                                                | 4 319                                          |                                                |
| 2006                                           | 2006                                           |                                                | 4 284                                          |                                                |
| 2007                                           | 2007                                           |                                                | 4 387                                          |                                                |
| 2008                                           | 2008                                           |                                                | 4 333                                          |                                                |
| 2009                                           | 2009                                           |                                                | 4 392                                          |                                                |
| 2010                                           | 2010                                           |                                                | 4 361                                          |                                                |
| 2011                                           | 2011                                           |                                                | 4 403                                          |                                                |
| 2012                                           | 2012                                           |                                                | 4 489                                          |                                                |
| 2013                                           | 2013                                           |                                                | 4 442                                          |                                                |
| 2014                                           | 2014                                           |                                                | 4 454                                          |                                                |
| 2015                                           | 2015                                           |                                                | 4 495                                          |                                                |
| 2016                                           | 2016                                           |                                                | 4 476                                          |                                                |
| 2017                                           | 2017                                           |                                                | 4 466                                          |                                                |
| 2018                                           | 2018                                           |                                                | 4 516                                          |                                                |
| 2019                                           | 2019                                           |                                                | 4 547                                          |                                                |
| 2020                                           | 2020                                           |                                                | 4 576                                          |                                                |

## Demografi

### Befolkningssammansättning
Statistikområdet Adolfsberg hade 4 576 invånare den 31 december 2020, vilket utgjorde 4,0 % av befolkningen i hela Helsingborgs tätort (här alla statistikområden i Helsingborgs kommuns innerområde, motsvarande Helsingborgs tätort inklusive vissa närliggande småorter). Medelåldern var vid samma tid 39,7 år, vilket var något lägre än medelåldern för resterande Helsingborg. Åldersfördelningen i stadsdelen följde generellt sett den i Helsingborg i övrigt, dock med en något högre andel yngre invånare och motsatt en något lägre andel äldre. Den största åldersgruppen inom statistikområdet var 30 till 39 år med 14,8 % av befolkningen.
Andelen personer med utländsk bakgrund, alltså personer som antingen är födda utanför Sverige eller har föräldrar som båda är födda utanför Sverige, var inom statistikområdet 44,1 %, vilket var högre än andelen för övriga Helsingborg med 30,3 %. Av de invånare som är födda utanför Sverige hade Adolfsberg en lägre andel personer födda i Norden och en högre andel födda i resterande Europa än genomsnittet för staden.
| Åldersfördelning (2020) |        |  |  |  |
| Åldersgrupp             | Andel  |  |  |  |
| 0–9                     | 14,0 % |  |  |  |
| 0–9                     | 11,5 % |  |  |  |
| 10–19                   | 10,1 % |  |  |  |
| 10–19                   | 10,7 % |  |  |  |
| 20–29                   | 14,2 % |  |  |  |
| 20–29                   | 14,7 % |  |  |  |
| 30–39                   | 14,8 % |  |  |  |
| 30–39                   | 14,1 % |  |  |  |
| 40–49                   | 11,6 % |  |  |  |
| 40–49                   | 12,1 % |  |  |  |
| 50–59                   | 11,7 % |  |  |  |
| 50–59                   | 12,5 % |  |  |  |
| 60–69                   | 10,8 % |  |  |  |
| 60–69                   | 10,3 % |  |  |  |
| 70–79                   | 7,6 %  |  |  |  |
| 70–79                   | 8,8 %  |  |  |  |
| 80–                     | 5,2 %  |  |  |  |
| 80–                     | 5,1 %  |  |  |  |
|                         |        |  |  |  |
|                         |        |  |  |  |
| Medelålder              | 39,7   |  |  |  |
| Medelålder              | 40,7   |  |  |  |

| Utländsk bakgrund (2020)                |        |  |  |  |
|                                         |        |  |  |  |
| Andel                                   | 44,1 % |  |  |  |
| Andel                                   | 30,3 % |  |  |  |
| Födelseland (för födda utanför Sverige) |        |  |  |  |
| Region                                  | Andel  |  |  |  |
| Övriga Norden                           | 5,3 %  |  |  |  |
| Övriga Norden                           | 7,3 %  |  |  |  |
| Övriga Europa                           | 47,0 % |  |  |  |
| Övriga Europa                           | 37,8 % |  |  |  |
| Övriga Världen                          | 47,8 % |  |  |  |
| Övriga Världen                          | 54,8 % |  |  |  |

### Utbildning och inkomst
Befolkningen på Adolfsberg hade den 31 december 2020 en något lägre utbildningsnivå än Helsingborg som helhet. Andelen invånare mellan 20 och 64 år med endast förgymnasial utbildning låg över genomsnittet för staden och andelen med eftergymnasial utbildning var lägre än genomsnittet. Störst var andelen med 3-årig gymnasial utbildning, med 25,9 %. Medelinkomsten för statistikområdet uppgick 2020 till 349 200 kronor jämfört med 413 700 kronor för Helsingborg som helhet. Kvinnornas medelinkomst uppgick till 81,7 % av männens, vilket ändå var mindre skillnad än för hela Helsingborgs tätort där andelen uppgick till 80,0 %.
| Utbildningsnivå (2020) |        |  |  |  |
| Utbildning             | Andel  |  |  |  |
| Förgymnasial           | 18,6 % |  |  |  |
| Förgymnasial           | 13,2 % |  |  |  |
| Gymnasial (≤2 år)      | 21,2 % |  |  |  |
| Gymnasial (≤2 år)      | 16,8 % |  |  |  |
| Gymnasial (3 år)       | 25,9 % |  |  |  |
| Gymnasial (3 år)       | 25,8 % |  |  |  |
| Eftergymn. (<3 år)     | 14,2 % |  |  |  |
| Eftergymn. (<3 år)     | 16,8 % |  |  |  |
| Eftergymn. (≥3 år)     | 16,4 % |  |  |  |
| Eftergymn. (≥3 år)     | 24,4 % |  |  |  |
| Ingen uppgift          | 3,8 %  |  |  |  |
| Ingen uppgift          | 3,0 %  |  |  |  |

| Förvärvsinkomst (2020) |               |  |  |  |
| Kön                    | Inkomst (tkr) |  |  |  |
| Kvinnor                | 312,5         |  |  |  |
| Kvinnor                | 366,8         |  |  |  |
| Män                    | 382,4         |  |  |  |
| Män                    | 458,4         |  |  |  |
| Samtliga               | 349,2         |  |  |  |
| Samtliga               | 413,7         |  |  |  |

### Sysselsättning och hälsa
Arbetslösheten för personer mellan 20 och 64 år uppgick år 2020 till totalt 14,4 %, vilket var högre än genomsnittet för Helsingborg. Arbetslösheten för kvinnor var något större än den för män. Den öppna arbetslösheten uppgick 2020 till 5,3 %. Andelen förvärvsarbetande uppgick 2019 till totalt 68,9 %. Av de förvärvsarbetande i stadsdelen pendlade 1 697 personer till arbeten utanför stadsdelen, medan 454 personer pendlade in till arbeten inom stadsdelen från boende utanför Adolfsberg.
Det genomsnittliga antalet utbetalda dagar med sjukpenning, arbetsskadesjukpenning, rehabiliteringspenning, sjukersättning och aktivitetsersättning från socialförsäkringen för stadsdelen uppgick år 2020 till 31 dagar, vilket var högre än de 23 dagar som gällde för Helsingborg som helhet. Ohälsotalet var större för kvinnorna än för männen.
| Arbetslöshet (2020) |        |  |  |  |
| Kön                 | Andel  |  |  |  |
| Kvinnor             | 14,9 % |  |  |  |
| Kvinnor             | 9,8 %  |  |  |  |
| Män                 | 13,9 % |  |  |  |
| Män                 | 10,2 % |  |  |  |
| Samtliga            | 14,4 % |  |  |  |
| Samtliga            | 11,1 % |  |  |  |

| Ohälsotal (2020) |       |  |  |  |
| Kön              | Dagar |  |  |  |
| Kvinnor          | 37    |  |  |  |
| Kvinnor          | 27    |  |  |  |
| Män              | 24    |  |  |  |
| Män              | 19    |  |  |  |
| Samtliga         | 31    |  |  |  |
| Samtliga         | 23    |  |  |  |